# Fisiologia matemàtica
La fisiologia matemàtica és una branca científica interdisciplinària a cavall entre les matemàtiques i fisiologia. Principalment, investiga com els mètodes matemàtics es poden utilitzar per a estudiar aspectes fisiològics. Al seu torn, també descriu com les qüestions fisiològiques poden conduir a nous problemes matemàtics. El camp es pot agrupar en dues àrees d'aplicació àmplies:
- la fisiologia cel·lular, incloent-hi tractaments matemàtics de reaccions bioquímiques, flux iònic i regulació de l'expressió gènica,
- la fisiologia de sistemes, incloent-hi l'electrocardiologia, la circulació i la digestió.